# Lola (film fra 1961)
 For alternative betydninger, se Lola. (Se også artikler, som begynder med Lola)
Lola er en fransk film fra 1961 skrevet og instrueret af Jacques Demy som en hyldest til instruktøren Max Ophüls. Filmen handler om cabaretdanseren Lola, hendes ungdomsven Roland samt en række personer omkring dem i Nantes.

## Handling
Filmen foregår i havnebyen Nantes omkring 1960, hvor den unge mand Roland Cassard (Marc Michel) ikke rigtig ved, hvad han skal med sit liv. Han støder tilfældigt ind i cabaretdanseren Lola (Anouk Aimée), som genkender Roland som en ven, hun havde under krigen. Roland, som også har tænkt på hende siden, bliver forelsket i hende, men Lola har en lille dreng med en elsker, Michel (Jacques Harden), som er forsvundet, men som hun stadig elsker. Samtidig har hun en affære med den amerikanske marinesoldat, Frankie (Alan Scott), som er forelsket i hende.
Da han mangler et job, bliver han involveret i en lyssky transaktion med den lokale frisør, som får ham til at love at tage en tur til Sydafrika for at bytte nogle tasker (diamantsmugling), men inden han kommer af sted, møder han teenageren Cécile (Annie Dupéroux) og hendes mor; hun minder Roland om Lola fra tidligere (da hed hun også Cécile). Cécile møder også Frankie på gaden og bliver lun på ham.
De mange forviklinger ender med, at Frankie må rejse hjem til USA, Michel vender tilbage efter mange års fravær, nu som en rig mand, der tager Lola og hendes søn, mens Cécile stikker af til sin onkel (der viser sig at være hendes far), og Roland drager af sted fra Nantes, selv om han ser barberen blive anholdt for smugling.

## Medvirkende
- Anouk Aimée – Lola
- Marc Michel – Roland
- Jacques Harden – Michel
- Alan Scott – Frankie
- Annie Dupéroux – Cécile
- Elina Labourdette – Mme. Desnoyers, Céciles mor

## Filmens tilblivelse og betydning
Lola er Demys debutfilm, og alle udendørs optagelser er optaget i hans hjemby Nantes. Filmens titel og hovedperson er inspireret af Josef von Sternbergs Den blå engel fra 1930, hvor Marlene Dietrich spiller en burlesque-danser ved navn Lola Lola.
Filmen er optaget i sort-hvid. Musikken til filmen blev skrevet af Michel Legrand, som siden kom til at arbejde sammen med Demy igen i Pigen med paraplyerne (1964) og Pigerne fra Rochefort (1967).
Den er siden regnet som den første af en uformel "romantisk trilogi" af Demy og blev fulgt af Pigen med paraplyerne (1964), hvor Marc Michel igen spiller rollen som Roland Cassard, og Fotomodellen Lola (1969), hvor Anouk Aimée igen spiller rollen som Lola, der nu bor i Los Angeles.
Demys hustru, instruktøren Agnès Varda, sørgede for, at Lola blev restaureret efter hans død i 1990.